# Jindřichův Hradec III
Jindřichův Hradec III, Rybnické Předměstí[zdroj⁠?!] (německy Ribnitscheker Vorstadt[zdroj⁠?!]), je část města Jindřichův Hradec v okrese Jindřichův Hradec v Jihočeském kraji. Nachází se na jihovýchodě Jindřichova Hradce jižně od rybníka Vajgar a leží zde především nemocnice, kasárna, sídliště Vajgar-střed a sídliště Vajgar-jih. Jindřichův Hradec III leží v katastrálním území Jindřichův Hradec o výměře 15,8 km².

## Historie
Jindřichův Hradec III byl osadou města Jindřichův Hradec v letech 1900–1920. Znovu se jí stal 1. ledna 1980.

## Obyvatelstvo
| Rok            | 1869 | 1880 | 1890 | 1900  | 1910  | 1921 | 1930  | 1950 | 1961 | 1970 | 1980  | 1991  | 2001  | 2011  | 2021  |
| -------------- | ---- | ---- | ---- | ----- | ----- | ---- | ----- | ---- | ---- | ---- | ----- | ----- | ----- | ----- | ----- |
| Počet obyvatel | 0    | 0    | 0    | 1 833 | 2 056 | 0    | 2 568 | 0    | 0    | 0    | 7 914 | 9 547 | 8 914 | 7 704 | 6 943 |
| Počet domů     | 0    | 0    | 0    | 172   | 194   | 197  | 303   | 0    | 0    | 0    | 544   | 618   | 731   | 764   | 784   |

## Další fotografie

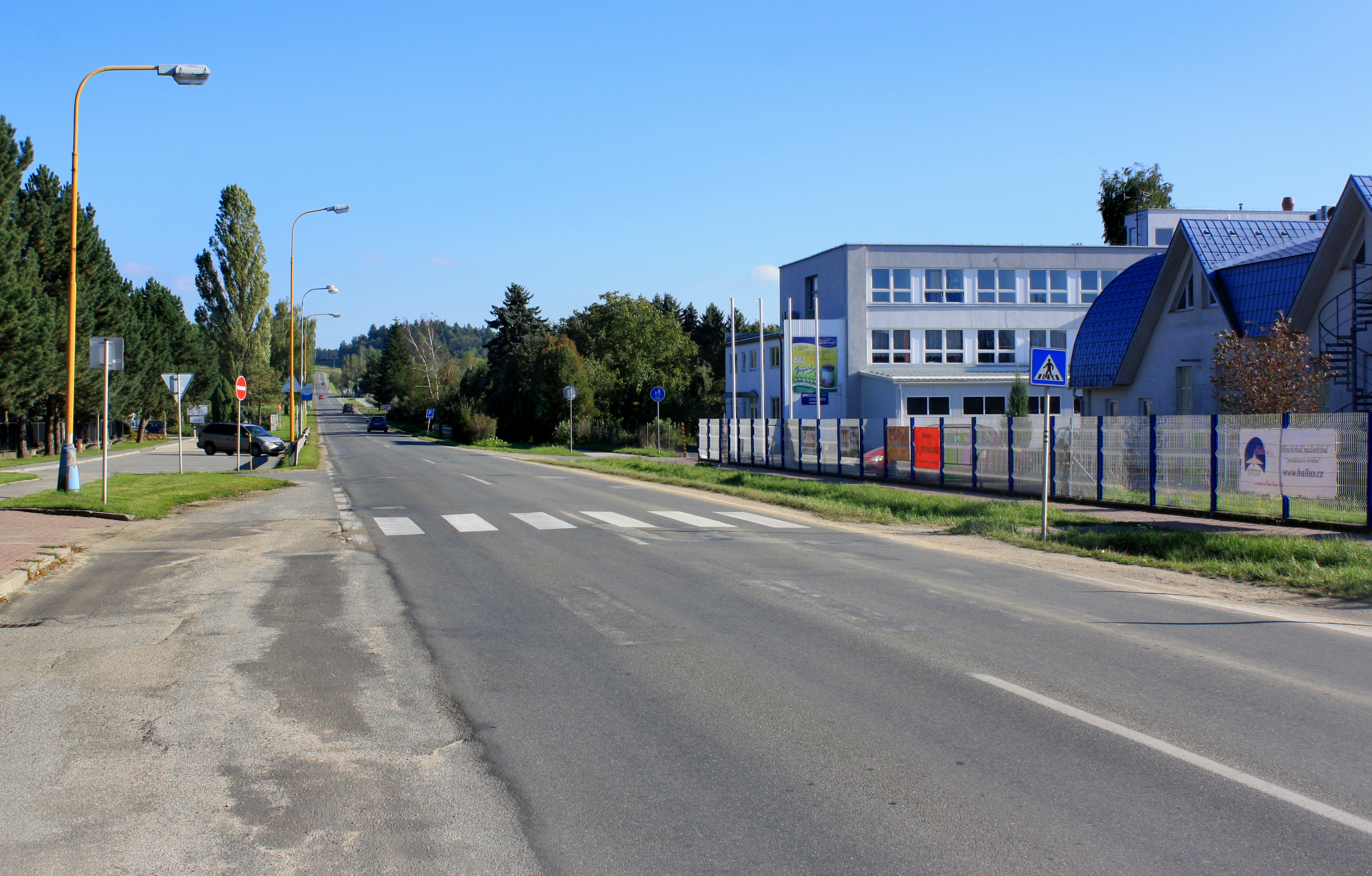
Vídeňská ulice směrem k Nové Bystřici
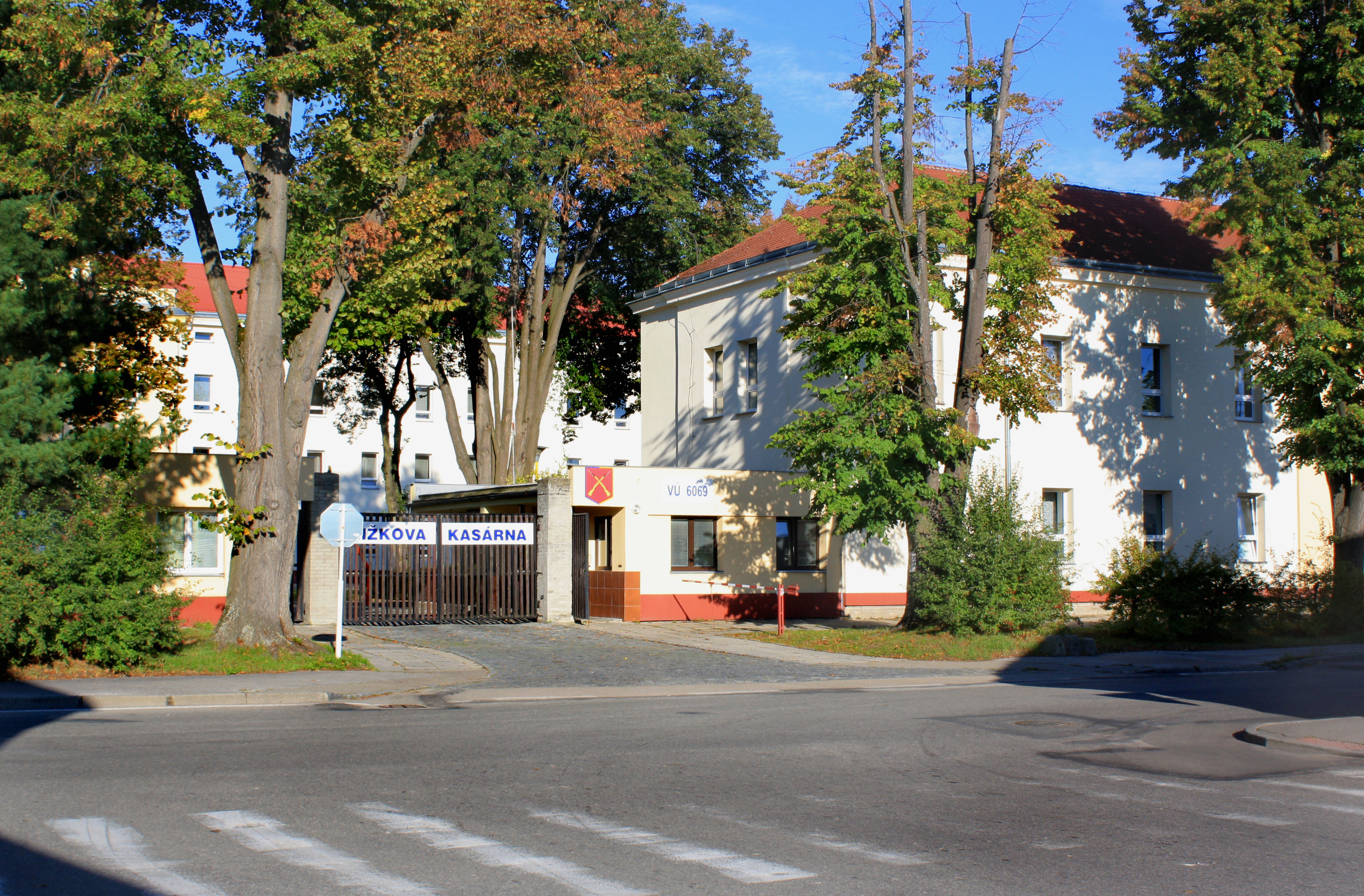
Žižkova kasárna
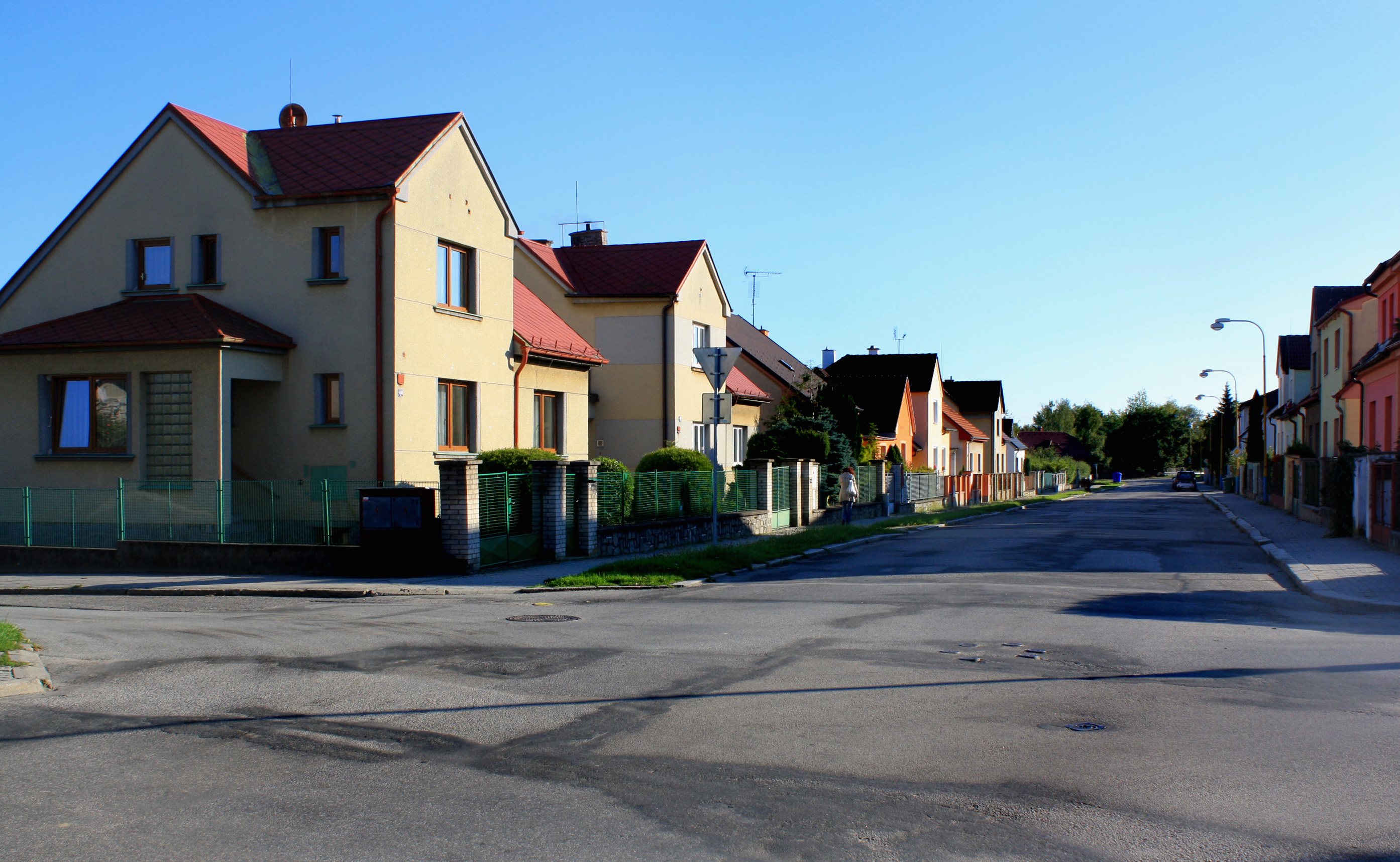
Domky ve Zborovské ulici